# 徳島県教育会
公益社団法人徳島県教育会（こうえきしゃだんほうじんとくしまけんきょういくかい）は、徳島県知事認定の徳島県の教育や教育学に関わる公益法人。

## 本部所在地

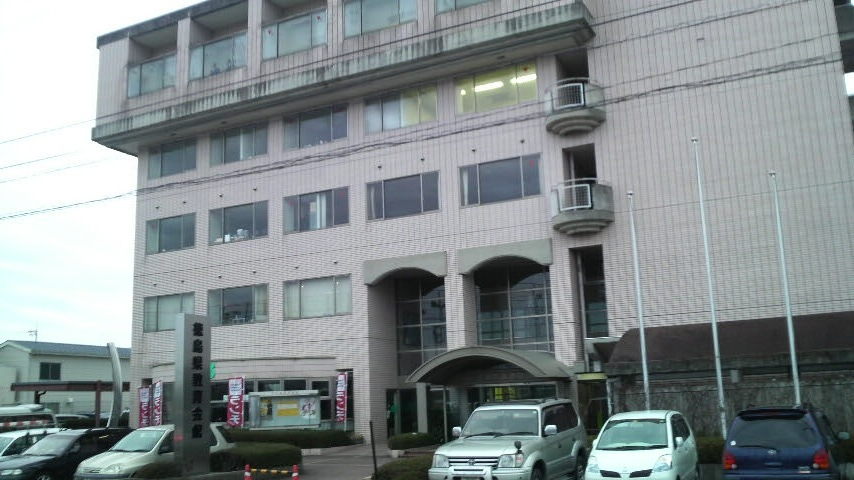
徳島県教育会館

徳島県教育会館：〒770-0003 徳島県徳島市北田宮1丁目8番地68号

## 沿革
- 1887年（明治20年） - 大日本教育会阿波国支会が発足。
- 1946年（昭和20年） - 徳島県教育会が発足。
- 1947年（昭和21年） - 社団法人徳島県教育会を設立。
- 1952年（昭和27年） - 日本連合教育会へ加入。